# اچ‌ام‌اس داکرس (کی۴۷۲)
اچ‌ام‌اس داکرس (کی۴۷۲) (به انگلیسی: HMS Dacres (K472)) یک کشتی بود که طول آن ۲۸۹ فوت ۵ اینچ (۸۸٫۲۱ متر) بود. این کشتی در سال ۱۹۴۳ ساخته شد.